# Ròcabruna (Alps Marítims)
Ròcabruna Caup Martin (nom occità) (en francès Roquebrune-Cap-Martin) és un municipi francès situat al departament dels Alps Marítims i a la regió de Provença – Alps – Costa Blava. L'any 1999 tenia 11.692 habitants.

## Demografia
| Evolució de la població |      |      |      |      |      |      |      |      |
| 1793                    | 1800 | 1806 | 1821 | 1831 | 1836 | 1841 | 1846 | 1851 |
| 637                     | 884  | 644  | -    | -    | -    | -    | -    | -    |

| 1856 | 1861 | 1866 | 1872 | 1876 | 1881  | 1886  | 1891  | 1896  |
| ---- | ---- | ---- | ---- | ---- | ----- | ----- | ----- | ----- |
| -    | 844  | 887  | 828  | 847  | 1 068 | 1 135 | 2 157 | 2 588 |

| 1901  | 1906  | 1911  | 1921  | 1926  | 1931  | 1936  | 1946  | 1954  |
| ----- | ----- | ----- | ----- | ----- | ----- | ----- | ----- | ----- |
| 2 744 | 3 304 | 5 337 | 5 318 | 6 462 | 6 888 | 6 133 | 4 610 | 5 279 |

| 1962  | 1968  | 1975   | 1982   | 1990   | 1999   | 2006 | 2011 | 2016 |
| ----- | ----- | ------ | ------ | ------ | ------ | ---- | ---- | ---- |
| 6 529 | 8 345 | 10 996 | 12 450 | 12 376 | 11 692 | -    | -    | -    |

| 2019 | - | - | - | - | - | - | - | - |
| ---- | - | - | - | - | - | - | - | - |
| -    | - | - | - | - | - | - | - | - |

## Administració
| Període   | Identitat      | Partit |
| --------- | -------------- | ------ |
| 1989-1995 | Jean Peregrini |        |
| 1995-     | Patrick Césari | UMP    |

## Agermanaments
- Profondeville

## Personatges relacionats
- William Butler Yeats hi va morir.